# Lydia Mutsch
Lydia Mutsch (Dudelange, 17 d'agost de 1961) és una politòloga i política luxemburguesa.
Va estudiar al Liceu Hubert Clément d'Esch-sur-Alzette i a la universitat de Göttiengen a Alemanya on es va graduar en Ciències Polítiques el 1985.
Des de l'any 1987 és membre del Partit Socialista de Luxemburg (LSPA). Va tenir un escó a la Cambra de Diputats per la circumscripció del Sud des de 1989, estant reelegida diverses vegades fins al 2013. Va mantenir la posició d'alcalde d'Esch-sur-Alzette entre el 2000 al 2013.
A les eleccions legislatives de 2013 i dins del govern de col·lació realitzat pel gabinet Bettel-Schneider, va ser nomenada ministre de Salut, i ministre d'Igualtat d'Oportunitats, càrrecs que ocupa actualment.